# Tilia mofungensis
Tilia mofungensis är en malvaväxtart som beskrevs av Woon Young Chun och H. D. Wong. Tilia mofungensis ingår i släktet lindar, och familjen malvaväxter. Inga underarter finns listade i Catalogue of Life.